# Hernán Torres
Hernán Torres Oliveros (ur. 31 maja 1961 w Ibagué) – kolumbijski piłkarz występujący na pozycji bramkarza, trener piłkarski.